# 羅絲·韓德勒
露丝·玛丽安·汉德勒（英語：Ruth Marianne Handler，1916年11月4日—2002年4月27日）是一位美国女商人和发明家。她因1959年发明芭比娃娃而闻名，她与丈夫埃利奥特共同创立了玩具制造商美泰兒，并于1945年至1975年间担任该公司的首任总裁。
1975年，美国证券交易委员会因偽造財務文件而對美泰兒公司進行調查後，漢德勒夫婦被迫從美泰兒辭職。

## 早年
漢德勒出生於科羅拉多州丹佛市，原名為露絲·瑪麗安娜·莫斯科（Ruth Marianna Mosko）。她的父親雅各布·莫斯科維奇（Jacob Moskowicz）是一名鐵匠，而母親則是來自波蘭的猶太移民，名為艾達·莫斯科維奇（Ida Moskowicz），娘家姓魯賓斯坦（Rubenstein）
在高中時，她與艾略特·韓德勒成為伴侶，並在後來結為連理。1938年，他們一同遷往洛杉磯，並在派拉蒙影業找到了工作。

## 美泰公司的成立
艾略特嘗試了家具製作的愛好，決定用兩種新型塑料——有机玻璃來製作家具。漢德勒建議他們將其商業化，於是他們開始了家具生意。露絲則擔任新業務的銷售人員，與道格拉斯飞行器公司和其他公司簽訂了合同。

### 起源
隨著業務的發展，露絲看到了創業的潛力。他們與哈羅德·「馬特」·馬特森建立了合作夥伴關係，將馬森的姓氏與埃利奧特的名字結合起來創建了美泰兒公司。據埃利奧特稱，創始人無法將露絲的名字納入公司名稱中。在第二次世界大戰期間，由於家具銷量下降，美泰開始轉而生產玩具家具。這項業務的成功促使露絲和埃利奧特將美泰兒全面進軍玩具製造領域。

### 芭比娃娃
芭比娃娃的誕生被認為是他們事業的最巔峰。關於芭比娃娃的靈感來源有兩個故事。韓德勒發現她的女兒芭芭拉（Barbara，Barbie是小名）喜歡玩紙娃娃，並且常常讓這些紙娃娃扮演成年人的角色。當時，大多數兒童玩具娃娃都是嬰兒的形象。她意識到在市場上可能有發展的空間，於是向她的丈夫艾略特提出了一個成年人體型娃娃的點子，而艾略特則是美泰兒玩具公司的聯合創始人。然而，他對這個點子並不感興趣，而美泰兒的董事們也持相同態度。
1959年3月9日，第一個芭比娃娃以金髮和深褐髮兩種版本推出。這個點子來自於漢德勒在1956年與她的孩子芭芭拉和肯尼斯一起在歐洲旅行時，偶然發現了一個名為比爾德莉莉的時尚玩偶，這個成年形體的娃娃完美符合漢德勒的想法。她購買了三個莉莉娃娃，將其中一個送給了他的女兒，並將其他兩個帶回了美泰兒。原型的莉莉娃娃是根據德國報紙《图片报》所創作的漫畫角色而製造的，莉莉是一名金髮的性感女郎，是一個明確知道自己想要什麼並且不擇手段的職業女性。莉莉娃娃早先於1955年首次在德國上市，雖然最初面向成年人銷售，但後來受到兒童的歡迎，他們喜歡為莉莉選購可單獨購買的服裝。
回到美國後，在當地發明家和設計師傑克·瑞恩的幫助下，漢德勒重新設計了娃娃，並以他女兒芭芭拉的名字命名為芭比。這個娃娃於1959年3月9日在紐約市的美國國際玩具博覽會上首次亮相，這一天也被確定為芭比的官方生日日期。，美泰兒在第一年就賣出了351,000個娃娃。
隨後，美泰為芭比娃娃推出了一系列角色，包括男朋友肯尼以及眾多其他角色。

## 晚年
1970年，漢德勒被診斷出患有乳腺癌。為了對抗這種疾病，她接受了當時常用的改良根治性乳房切除术。然而，在尋找合適的乳房假體時遇到了困難，於是漢德勒決定自行研製。在新的商業夥伴佩頓·馬西（Peyton Massey）的幫助下，以及自己的新公司Ruthton Corp.的支持下，漢德勒製造出一種更逼真的女性乳房假體，名為「Nearly Me」。這項發明受到廣泛歡迎，當時的第一夫人貝蒂·福特本人也配戴了這種乳房假體。
然而，在因偽造財務報告而受到數次調查後，漢德勒於1974年辭去了美泰兒公司的職務。儘管她辭職，調查仍在繼續進行，1978年，漢德勒被指控犯有欺詐行為以及向美國證券交易委員會提供虛假報告。在面對指控時，她沒有提出抗辯，最終被罰款57,000美元，並被判處 2,500 小時的社區服務。她指責自己的疾病讓她「無法專注」在自己的事業。
漢德勒於2002年4月27日在加利福尼亞州洛杉磯因结肠癌手術併發症去世，享壽85歲。九年後，他的丈夫也離世，享年95歲。

## 在流行文化中
在2023年的電影《Barbie芭比》中，漢德勒的角色由雷娅·珀尔曼飾演。他在電影中被描繪成一個居住在洛杉磯美泰兒總部的幽靈，幫助主角芭比逃離公司的追捕，隨後引導她成為一個真正的人類。